# 新治村 (茨城県新治郡1954年)
新治村（にいはりむら）は茨城県新治郡にかつて存在した村である。

## 地理
- 現在のかすみがうら市の北西部、旧千代田町の北東部に位置する。
- 村内は霞ヶ浦の支流が流れている。
- 村域は台地と平地が入り組む谷戸が多い地形になっている。

## 歴史

### 沿革
- 1889年（明治22年）4月1日 – 町村制施行により、（旧）新治村・上土田村・下土田村・東野寺村・西野寺村・飯田村・市川村が合併して発足。
- 1946年（昭和21年）11月19日 - 昭和天皇が新治村農産電化作業場に行幸（昭和天皇の戦後巡幸）[1]。
- 1954年（昭和29年）3月20日 – 七会村、志筑村と合併して千代田村が発足。同日新治村廃止。
- 1972年（昭和47年） - 旧村域の一部（新治の一部）が石岡市に編入。

変遷表
| 1868年 以前 | 1868年 以前   | 明治22年 4月1日 | 昭和29年 3月20日 | 昭和47年 | 平成4年 1月1日 | 平成17年 3月28日 | 現在           |
| ----------- | ------------- | --------------- | ---------------- | -------- | -------------- | ---------------- | -------------- |
|             | 上土田村      | 新治村          | 千代田村         | 千代田村 | 町制           | かすみがうら市   | かすみがうら市 |
|             | 下土田村      | 新治村          | 千代田村         | 千代田村 | 町制           | かすみがうら市   | かすみがうら市 |
|             | 東野寺村      | 新治村          | 千代田村         | 千代田村 | 町制           | かすみがうら市   | かすみがうら市 |
|             | 西野寺村      | 新治村          | 千代田村         | 千代田村 | 町制           | かすみがうら市   | かすみがうら市 |
|             | 飯田村        | 新治村          | 千代田村         | 千代田村 | 町制           | かすみがうら市   | かすみがうら市 |
|             | 市川村        | 新治村          | 千代田村         | 千代田村 | 町制           | かすみがうら市   | かすみがうら市 |
|             | 新治村        | 新治村          | 千代田村         | 千代田村 | 町制           | かすみがうら市   | かすみがうら市 |
|             | 石岡市 に編入 | 新治村          | 千代田村         | 石岡市   | 石岡市         | 石岡市           |                |

## 大字
- 新治（にしはり）
- 上土田（かみつちだ）
- 下土田（しもつちだ）
- 東野寺（ひがしのでら）
- 西野寺（にしのでら）
- 飯田（いいだ）
- 市川（いちかわ）

## 人口・世帯

### 人口
総数 [単位： 人]
| 1891年（明治24年） | 1,834 |
| 1920年（大正 9年） | 2,206 |
| 1935年（昭和10年） | 2,544 |
| 1950年（昭和25年） | 3,151 |

### 世帯
総数 [単位： 世帯]
| 1920年（大正 9年） | 414 |
| 1935年（昭和10年） | 457 |
| 1950年（昭和25年） | 520 |

## 交通

### 道路
- 一級国道
  - 国道6号（水戸街道）